# Anisodes pallescens
Anisodes pallescens là một loài bướm đêm trong họ Geometridae.